# Pakulaid
Koordinaten: 58° 38′ N, 22° 33′ O
Pakulaid ist eine estnische Ostsee-Insel.

## Beschreibung
Pakulaid liegt am Eingang zum Soela väin (deutsch Sele-Sund), der Meerenge zwischen den beiden größten estnischen Inseln Saaremaa und Hiiumaa. Die Insel befindet sich unmittelbar nordwestlich der zu Saaremaa gehörenden Halbinsel Pammana (Pammana poolsaar), nur 300 Meter von der Küste entfernt.
Pakulaid ist 0,281 Hektar groß und unbewohnt.